# Rotspon
Rotspon (uitgesproken "Rootspon") is een wijnsoort.
In de middeleeuwen werd rode wijn uit Bordeaux in vaten verhandeld. De wijn die door de handelaren uit de Hanzesteden werd opgekocht, werd in eiken vaten naar het Noord- en Oostzeegebied vervoerd. Daarvoor gebruikte men het koggeschip.
De wijn kreeg tijdens de tocht, onder invloed van de schommeling en de zeelucht, een milde en rijpe smaak. Na aankomst werd de wijn opnieuw gebotteld. Daarvoor werden houten vaten van Noord-Europees eikenhout gebruikt. De wijn was in Bordeaux per druivenras gekocht. Dat hield in dat men vaten met wijn van de Merlot, de Grenache noir, de Carignan en de Syrah apart inkocht. Het was de kunst van de keldermeester om een wijn te maken die aan een constante kwaliteit voldeed. Wanneer een van de druiven in dat jaar geen goede wijn had opgebracht, werd dat goedgemaakt door een groter aandeel van een andere druivensoort.
In het verleden was het maken van een cépage, een mengsel van wijnen, de taak van een wijnhandelaar. Men ging bij het kopen van wijn niet af op de appellation of de naam van het kasteel, maar men vertrouwde op de wijnhandelaar. Dat voorkwam dat men dunne en zurige wijnen uit een minder jaar in de Bordeaux op tafel kreeg. De handelaar mengde in dat geval de wijn met een volle Noord-Afrikaanse, Spaanse of Cypriotische wijn.
- De Merlot, de klassieke druif van de grote wijnkastelen in Pomerol en Saint-Émilion geeft de Rotspon haar klasse, een geur van kersen, bessen en pruimen maar weinig tannine.
- De Grenache noir van oude druivenstokken bevatte een hoog suikergehalte. Het resultaat was een sterke, fruitige, bijna zoete, op port gelijkende wijn en een hoog alcoholgehalte.
- De Carignan zorgde voor een soepele smaak en de geur van specerijen, kruiden en wildbraad.
- De Syrah zorgde voor kleur en tannine waarmee de houdbaarheid werd vergroot.

De met een kurk en lak afgesloten flessen "Rotspon", een "Spon" is Duits voor vat, werden door de Hanze in heel Noord-Europa verkocht. Men bottelde in lage flessen zonder ziel, met een brede voet die niet snel omvielen.
In de 17e en 18e eeuw werd de Rotspon, met name de Lübecker Rotspon aan het hof van de tsaar, aan de Pruisische koningen, aan het hof in Stockholm en aan kastelen en herenhuizen in heel Noord-Europa geleverd. In de 19e eeuw namen de wijnhandelaren in Frankrijk de verkoop van gebottelde wijn op zich en raakte de Rotspon enigszins in vergetelheid.
In de laatste jaren van de 19e eeuw werd de Bordeaux geteisterd door een epidemie van druifluizen of "phylloxera". De Europese druiven moesten op resistente Amerikaanse stokken worden geënt. Omdat deze wijnstokken inferieur van kwaliteit zijn en minder lang leven, hebben de wijnen niet meer de kwaliteit die de 19e-eeuwse Bordeaux, en daarmee ook de Rotspon, beroemd maakte.